# ナチュラル・ボーン・スリラーズ
ザ・ナチュラル・ボーン・スリラーズ（The Natural Born Thrillers）は、2000年にアメリカ合衆国のプロレス団体WCWで結成された、若手プロレスラーによるユニットである。略称では「NBT」と表記される。

## メンバー
- チャック・パルンボ（Chuck Palumbo）
- ショーン・オヘア（Sean O'Haire）
- マーク・ジンドラック（Mark Jindrak）
- ショーン・スタージャック（Shawn Stasiak）
- リノ（Reno）
- ジョニー・ザ・ブル（Johnny the Bull）
- マイク・サンダース（Mike Sanders）

## 概要
当時、WCWはnWoのアングルを長期間引きずってしまったことや、ビッグネームのベテラン勢を優遇していた弊害により、若い人材が育たずストーリー展開がマンネリ化し、業績不振に陥っていた。そうした危機的状況を打破しようと、ブッカーのビンス・ルッソーがプロデュースしたユニットがナチュラル・ボーン・スリラーズ（NBT）である。
メンバー構成は、トークの達者なマイク・サンダースをマネージャー的な存在のスポークスマンに、チャック・パルンボ、ショーン・オヘア、ショーン・スタージャック、マーク・ジンドラック、リノ、ジョニー・ザ・ブルという布陣だった。彼らはWCWパワープラントにてポール・オーンドーフの指導のもとトレーニングを積んだ若手選手達であり、結成当初はケビン・ナッシュがコーチ役を担当していた。
抗争相手は主に、ミスフィッツ・イン・アクション（ジェネラル・レクション、ルーテナント・ロコ、サージェント・Aウォール、コーポラル・ケイジャン）、クロニック（ブライアン・アダムス、ブライアン・クラーク）、フィルシー・アニマルズ（コナン、レイ・ミステリオ・ジュニア、ビリー・キッドマン）などで、ユニット間の軍団抗争を展開していた。しかし、個々の能力は高かったものの肝心のシナリオが乏しく、WCWの人気回復の決定打とまではいかなかった。その後、主軸格のパルンボとオヘアのタッグに嫉妬するかのようにスタージャックとジンドラックが反発し、NBTは解散。それぞれタッグチームとして敵対することになった。
有望株としてWWFが目をつけていたこともあり、2001年のWCW崩壊後はメンバー全員がWWFに移籍したが、サンダースとリノはWWF本隊でデビューすることなく2002年に解雇された。

## 獲得タイトル
- WCWタッグ王座
  - チャック・パルンボ & ショーン・スタージャック
  - ショーン・オヘア & マーク・ジンドラック
  - チャック・パルンボ & ショーン・オヘア
- WCWクルーザー級王座
  - マイク・サンダース
- WCWハードコア王座
  - リノ